# Mark Margolis
Mark Margolis (ur. 26 listopada 1939 w Filadelfii, zm. 3 sierpnia 2023 w Nowym Jorku) – amerykański aktor. 
W 2012 roku był nominowany do Nagrody Emmy za rolę Hectora Salamanki w serialu Breaking Bad. W tę samą postać wcielił się także w serialu Zadzwoń do Saula, będącym prequelem Breaking Bad. Odtwórca ról drugoplanowych m.in. w Człowieku z blizną, Zapaśniku, Hannibalu, Chwale. Wystąpił w sześciu filmach Darrena Aronofsky'ego.

## Filmografia

### Filmy
- 1977: Short Eyes jako Pan Morrison
- 1979: W starym, dobrym stylu jako strażnik więzienny
- 1980: W przebraniu mordercy jako pacjent
- 1980: Świąteczne zło jako	uczestnik przyjęcia
- 1983: Dopaść Ediego jako właściciel baru
- 1983: Człowiek z blizną jako Alberto "The Shadow"
- 1984: Cotton Club jako	Charlie Workman
- 1987: Widok z sypialni jako mężczyzna w budce telefonicznej
- 1987: Tajemnica mojego sukcesu jako konserwator
- 1989: Chwała jako żołnierz 10. regimentu z Connecticut
- 1989: Pęknięte lustro jako blacharz
- 1990: Oddział Delta 2 jako gen. Olmedo
- 1990: Opowieści z ciemnej strony jako Gage
- 1991: Studnia i wahadło jako Mendoza
- 1992: 1492. Wyprawa do raju jako Francisco de Bobadilla
- 1994: Ace Ventura: Psi detektyw jako Pan Shickadance
- 1994: Squanto: Ostatni wielki wojownik jako kapitan Thomas Hunt
- 1996: Strzelałam do Warhola jako Louis Solanas
- 1996: Żałobnik jako Philip DeMarco
- 1997: Władza absolutna jako Red Brandsford
- 1997: Trouble on the Corner jako Pan Borofsky
- 1998: Pi jako Sol Robeson
- 1999: Mickey Niebieskie Oko jako Gene Morganson
- 1999: Bez skazy jako Vinnie
- 1999: Jakub kłamca jako Fajngold
- 1999: Afera Thomasa Crowna jako Heinrich Knutzhorn
- 1999: I stanie się koniec jako Papież
- 2000: Szybka obsługa jako Graham
- 2000: Danie dnia jako Fitzgerald
- 2000: Requiem dla snu jako Pan Rabinowitz
- 2001: Krótka piłka jako Fink
- 2001: Krawiec z Panamy jako Rafi Domingo
- 2001: Boss jako Joseph "Piney" Armone
- 2001: Hannibal jako ekspert od perfum
- 2003: Daredevil jako Fallon
- 2004: Głowa do góry jako Pan Pappass
- 2005: Zostań jako biznesmen
- 2005: Głowa pełna koszmarów jako Boris Pavlovsky
- 2006: Źródło jako Ojciec Avila
- 2007: Gdzie jesteś, Amando jako Leon Trett
- 2008: Opór jako stary Żyd w getcie
- 2008: Zapaśnik jako Lenny
- 2010: Czarny łabędź jako Pan Fithian
- 2011: Immortals. Bogowie i herosi jako Nowy Kapłan
- 2011: One Fall jako Walter Grigg Sr.
- 2012: Kurier jako Stitch
- 2012: Twardziele jako Claphands
- 2013: Pod powierzchnią jako Pan Parks
- 2013: Northern Borders jako Whiskeyjack Kittredge
- 2014: Noe: Wybrany przez Boga jako Magog (głos)
- 2015: Bachor jako Richard
- 2015: Opuszczeni jako Jim
- 2016: Moje wielkie greckie wesele 2 jako Panos
- 2019: Abe gotuje jako Benjamin
- 2020: Minjan jako Itzik

### Seriale
- 1985–1989: McCall jako Jimmy
- 1989: Zagubiony w czasie jako Adriano (gościnnie)
- 1990: Star Trek: Następne pokolenie jako dr. Nel Apgar (gościnnie)
- 1990: Columbo jako Cosner (gościnnie)
- 1991: Santa Barbara jako Helmut Dieter (13 odcinków)
- 1992: Prawo i porządek jako George Lobrano (gościnnie)
- 1994: Oblicza Nowego Jorku jako Clark Redmond (gościnnie)
- 1994: Guiding Light jako Harry Jones
- 1997: Prawo i porządek jako Bronson (gościnnie)
- 1998–2003: Oz jako Antonio Nappa
- 1999: Nowe wcielenie jako Nicky Vordogov (gościnnie)
- 2001: Prawo i porządek jako Frankie Politto (gościnnie)
- 2001: Prawnicy z Centre Street jako Merle Kiefer (gościnnie)
- 2002: Kancelaria adwokacka jako Ronald D'Amrosio (gościnnie)
- 2003–2004: Nie ma sprawy jako Mazula (gościnnie)
- 2004: Prawo i porządek: Zbrodniczy zamiar jako Mario Damiano (gościnnie)
- 2004: Seks w wielkim mieście jako Jean Paul Sandal (gościnnie)
- 2005: Jordan w akcji jako Cahill (gościnnie)
- 2007: Californication jako Al Moody (gościnnie)
- 2009–2011: Breaking Bad jako Hector Salamanca
- 2011: Zaprzysiężeni jako Whitey Brennan (gościnnie)
- 2011: Mildred Pierce jako Pan Chris
- 2011: Prawo i porządek: sekcja specjalna jako Rom-Baro (gościnnie)
- 2011: Żona idealna jako Ojciec Jim (gościnnie)
- 2011–2012: Impersonalni jako Gianni Morretti (gościnnie)
- 2012: American Horror Story: Asylum jako Sam Goodman
- 2015: Constantine jako Felix Faust
- 2015: Gotham jako Paul Cicero (gościnnie)
- 2015: Elementary jako Abraham Misraki (gościnnie)
- 2015: 12 małp jako Pan Werner (gościnnie)
- 2015: Benders jako dziadek Paula
- 2015: The Affair jako Arthur Solloway (gościnnie)
- 2016–2022 Zadzwoń do Saula jako Hector Salamanca
- 2020: Czarna lista jako Jakov Mitko (gościnnie)
- 2020: Snowpiercer jako Stary Ivan (gościnnie)
- 2021: Syn marnotrawny jako Rupert Swann (gościnnie)